# Derrick Etienne
Derrick Burckley Etienne Jr. (Richmond, 25 novembre 1996) è un calciatore statunitense naturalizzato haitiano, centrocampista dei Toronto FC e della nazionale haitiana.

## Biografia
È figlio dell'omonimo ex calciatore Derrick Etienne, il quale ha sempre giocato, come lui, negli Stati Uniti. Anche suo zio Darell Etienne e sua sorella Danielle Etienne hanno intrapreso la carriera calcistica.

## Carriera

### Club
Il 28 marzo 2015 debutta in USL con i New York Red Bulls II. Il 24 maggio 2015 segna la prima rete da professionista contro l'FC Montréal. 
Il 21 dicembre 2015 firma con la prima squadra, i New York Red Bulls e viene di nuovo girato alla seconda squadra.
Il 13 dicembre 2020, durante la finale MLS Cup, realizza il momentaneo 2-0 contro il Seattle Sounders, rete risultata più decisiva per la vittoria finale del Columbus Crew (3-0).

### Nazionale
Etienne ha rappresentato le categorie Under 17-20-23 delle giovanili haitiane.
Il 9 novembre 2016 fa la prima apparizione con la nazionale haitiana subentrando a partita in corso nella sconfitta per 5-2 contro la Guyana Francese.

## Statistiche
Statistiche aggiornate al 26 luglio 2021.
| Stagione                  | Squadra                   | Campionato                | Campionato | Campionato | Coppe nazionali | Coppe nazionali | Coppe nazionali | Coppe continentali | Coppe continentali | Coppe continentali | Altre coppe | Altre coppe | Altre coppe | Totale | Totale |
| Stagione                  | Squadra                   | Comp                      | Pres       | Reti       | Comp            | Pres            | Reti            | Comp               | Pres               | Reti               | Comp        | Pres        | Reti        | Pres   | Reti   |
| ------------------------- | ------------------------- | ------------------------- | ---------- | ---------- | --------------- | --------------- | --------------- | ------------------ | ------------------ | ------------------ | ----------- | ----------- | ----------- | ------ | ------ |
| 2015                      | New York Red Bulls        | MLS                       | -          | -          | USOC            | 1               | 0               |                    | -                  | -                  |             | -           | -           | 1      | 0      |
| 2016                      | New York Red Bulls        | MLS                       | 1          | 0          | USOC            | 0               | 0               | CCL                | 2                  | 0                  |             | -           | -           | 3      | 0      |
| 2017                      | New York Red Bulls        | MLS                       | 18+1       | 0          | USOC            | 1               | 0               | CCL                | 2                  | 0                  |             | -           | -           | 22     | 0      |
| 2018                      | New York Red Bulls        | MLS                       | 31+4       | 5          | USOC            | 2               | 0               | CCL                | 5                  | 0                  |             | -           | -           | 42     | 5      |
| mar.-ago. 2019            | New York Red Bulls        | MLS                       | 11         | 1          | USOC            | 0               | 0               | CCL                | 2                  | 0                  |             | -           | -           | 13     | 1      |
| Totale New York Red Bulls | Totale New York Red Bulls | Totale New York Red Bulls | 61+5       | 6          |                 | 4               | 0               |                    | 11                 | 0                  |             | -           | -           | 81     | 6      |
| ago.-dic. 2019            | FC Cincinnati             | MLS                       | 5          | 0          | USOC            | -               | -               |                    | -                  | -                  |             | -           | -           | 5      | 0      |
| 2020                      | Columbus Crew             | MLS + MLS is Back         | 20+4       | 2+0        |                 | -               | -               |                    | -                  | -                  |             | -           | -           | 24     | 2      |
| 2021                      | Columbus Crew             | MLS                       | 10         | 0          |                 | -               | -               | CCL                | 2                  | 0                  |             | -           | -           | 12     | 0      |
| Totale Columbus Crew      | Totale Columbus Crew      | Totale Columbus Crew      | 34         | 2          |                 | 0               | 0               |                    | 2                  | 0                  |             | -           | -           | 36     | 2      |
| Totale carriera           | Totale carriera           | Totale carriera           | 105        | 8          |                 | 4               | 0               |                    | 13                 | 0                  |             | -           | -           | 122    | 8      |

### Cronologia presenze e reti in nazionale
| Cronologia completa delle presenze e delle reti in nazionale ― Haiti | Cronologia completa delle presenze e delle reti in nazionale ― Haiti | Cronologia completa delle presenze e delle reti in nazionale ― Haiti | Cronologia completa delle presenze e delle reti in nazionale ― Haiti | Cronologia completa delle presenze e delle reti in nazionale ― Haiti | Cronologia completa delle presenze e delle reti in nazionale ― Haiti | Cronologia completa delle presenze e delle reti in nazionale ― Haiti | Cronologia completa delle presenze e delle reti in nazionale ― Haiti |
| Data                                                                 | Città                                                                | In casa                                                              | Risultato                                                            | Ospiti                                                               | Competizione                                                         | Reti                                                                 | Note                                                                 |
| -------------------------------------------------------------------- | -------------------------------------------------------------------- | -------------------------------------------------------------------- | -------------------------------------------------------------------- | -------------------------------------------------------------------- | -------------------------------------------------------------------- | -------------------------------------------------------------------- | -------------------------------------------------------------------- |
| 9-11-2016                                                            | Port-au-Prince                                                       | Haiti                                                                | 2 – 5                                                                | Guyana francese                                                      | Qualificazioni alla Coppa dei Caraibi 2017                           | -                                                                    | 74’                                                                  |
| 13-11-2016                                                           | Basseterre                                                           | Saint Kitts e Nevis                                                  | 0 – 2 dts                                                            | Haiti                                                                | Qualificazioni alla Coppa dei Caraibi 2017                           | -                                                                    | 75’                                                                  |
| 6-1-2017                                                             | Couva                                                                | Suriname                                                             | 2 – 4                                                                | Haiti                                                                | Qualificazioni alla Coppa dei Caraibi 2017                           | -                                                                    | 78’                                                                  |
| 8-1-2017                                                             | Couva                                                                | Haiti                                                                | 4 – 3 dts                                                            | Trinidad e Tobago                                                    | Qualificazioni alla Coppa dei Caraibi 2017                           | 1                                                                    | 87’ 90+2’                                                            |
| 28-3-2017                                                            | Managua                                                              | Nicaragua                                                            | 3 – 0                                                                | Haiti                                                                | Qual. Gold Cup 2017                                                  | -                                                                    | 55’                                                                  |
| 10-10-2017                                                           | Yokohama                                                             | Giappone                                                             | 3 – 3                                                                | Haiti                                                                | Amichevole                                                           | -                                                                    | 46’                                                                  |
| 10-11-2017                                                           | al-'Ayn                                                              | Emirati Arabi Uniti                                                  | 0 – 1                                                                | Haiti                                                                | Amichevole                                                           | -                                                                    | 46’                                                                  |
| 30-5-2018                                                            | Buenos Aires                                                         | Argentina                                                            | 4 – 0                                                                | Haiti                                                                | Amichevole                                                           | -                                                                    | 46’                                                                  |
| 11-9-2018                                                            | Port-au-Prince                                                       | Haiti                                                                | 13 – 0                                                               | Sint Maarten                                                         | Qual. CONCACAF Nations League 2019-2020                              | 1                                                                    | 69’                                                                  |
| 16-10-2018                                                           | Fort-de-France                                                       | Saint Lucia                                                          | 1 – 2                                                                | Haiti                                                                | Qual. CONCACAF Nations League 2019-2020                              | -                                                                    | 55’                                                                  |
| 17-11-2018                                                           | Managua                                                              | Nicaragua                                                            | 0 – 2                                                                | Haiti                                                                | Qual. CONCACAF Nations League 2019-2020                              | 1                                                                    | 90’                                                                  |
| 2-6-2019                                                             | Washington                                                           | Haiti                                                                | 0 – 1                                                                | El Salvador                                                          | Amichevole                                                           | -                                                                    | 46’                                                                  |
| 6-6-2019                                                             | La Serena                                                            | Cile                                                                 | 2 – 1                                                                | Haiti                                                                | Amichevole                                                           | -                                                                    | 74’                                                                  |
| 11-6-2019                                                            | Alajuela                                                             | Guyana                                                               | 1 – 3                                                                | Haiti                                                                | Amichevole                                                           | -                                                                    | 20’                                                                  |
| 17-6-2019                                                            | San José                                                             | Haiti                                                                | 2 – 1                                                                | Bermuda                                                              | Gold Cup 2019 - 1º turno                                             | -                                                                    | 46’                                                                  |
| 21-6-2019                                                            | Frisco                                                               | Nicaragua                                                            | 0 – 2                                                                | Haiti                                                                | Gold Cup 2019 - 1º turno                                             | -                                                                    | 84’                                                                  |
| 25-6-2019                                                            | Harrison                                                             | Haiti                                                                | 2 – 1                                                                | Costa Rica                                                           | Gold Cup 2019 - 1º turno                                             | -                                                                    |                                                                      |
| 29-6-2019                                                            | Houston                                                              | Haiti                                                                | 3 – 2                                                                | Canada                                                               | Gold Cup 2019 - Quarti di finale                                     | -                                                                    | 62’                                                                  |
| 2-7-2019                                                             | Phoenix                                                              | Haiti                                                                | 0 – 1 dts                                                            | Messico                                                              | Gold Cup 2019 - Semifinale                                           | -                                                                    | 69’                                                                  |
| 8-9-2019                                                             | Willemstad                                                           | Curaçao                                                              | 1 – 0                                                                | Haiti                                                                | CONCACAF Nations League 2019-2020 - 2º turno                         | -                                                                    | 78’                                                                  |
| 11-9-2019                                                            | Port-au-Prince                                                       | Haiti                                                                | 1 – 1                                                                | Curaçao                                                              | CONCACAF Nations League 2019-2020 - 2º turno                         | -                                                                    | 71’                                                                  |
| 10-10-2019                                                           | Nassau                                                               | Haiti                                                                | 1 – 1                                                                | Costa Rica                                                           | CONCACAF Nations League 2019-2020 - 2º turno                         | -                                                                    | 76’                                                                  |
| 15-10-2019                                                           | Santa Cruz                                                           | Bolivia                                                              | 3 – 1                                                                | Haiti                                                                | Amichevole                                                           | -                                                                    | 73’                                                                  |
| 18-11-2019                                                           | San José                                                             | Costa Rica                                                           | 1 – 1                                                                | Haiti                                                                | CONCACAF Nations League 2019-2020 - 2º turno                         | -                                                                    | 90’                                                                  |
| 5-6-2021                                                             | Providenciales                                                       | Turks e Caicos                                                       | 0 – 10                                                               | Haiti                                                                | Qual. Mondiali 2022                                                  | -                                                                    |                                                                      |
| 8-6-2021                                                             | Port-au-Prince                                                       | Haiti                                                                | 1 – 0                                                                | Nicaragua                                                            | Qual. Mondiali 2022                                                  | 1                                                                    | 73’                                                                  |
| 12-6-2021                                                            | Port-au-Prince                                                       | Haiti                                                                | 0 – 1                                                                | Canada                                                               | Qual. Mondiali 2022                                                  | -                                                                    | 66’                                                                  |
| 15-6-2021                                                            | Bridgeview                                                           | Canada                                                               | 3 – 0                                                                | Haiti                                                                | Qual. Mondiali 2022                                                  | -                                                                    | 46’                                                                  |
| 2-7-2021                                                             | Fort Lauderdale                                                      | Haiti                                                                | 6 – 1                                                                | Saint Vincent e Grenadine                                            | Qual. Gold Cup 2021                                                  | 1                                                                    | 81’                                                                  |
| 6-7-2021                                                             | Fort Lauderdale                                                      | Haiti                                                                | 4 – 1                                                                | Bermuda                                                              | Qual. Gold Cup 2021                                                  | -                                                                    | 82’                                                                  |
| 12-7-2021                                                            | Kansas City                                                          | Stati Uniti                                                          | 1 – 0                                                                | Haiti                                                                | Gold Cup 2021 - 1º turno                                             | -                                                                    |                                                                      |
| 16-7-2021                                                            | Kansas City                                                          | Haiti                                                                | 1 – 4                                                                | Canada                                                               | Gold Cup 2021 - 1º turno                                             | -                                                                    |                                                                      |
| 18-7-2021                                                            | Frisco                                                               | Martinica                                                            | 1 – 2                                                                | Haiti                                                                | Gold Cup 2021 - 1º turno                                             | -                                                                    |                                                                      |
| 27-3-2022                                                            | Fort Lauderdale                                                      | Guatemala                                                            | 2 – 1                                                                | Haiti                                                                | Amichevole                                                           | -                                                                    | 74’                                                                  |
| 4-6-2022                                                             | Hamilton                                                             | Bermuda                                                              | 0 – 0                                                                | Haiti                                                                | CONCACAF Nations League 2022-2023 - 1º turno                         | -                                                                    | 87’                                                                  |
| 7-6-2022                                                             | Santo Domingo                                                        | Haiti                                                                | 3 – 2                                                                | Montserrat                                                           | CONCACAF Nations League 2022-2023 - 1º turno                         | -                                                                    |                                                                      |
| 11-6-2022                                                            | Georgetown                                                           | Guyana                                                               | 2 – 6                                                                | Haiti                                                                | CONCACAF Nations League 2022-2023 - 1º turno                         | 2                                                                    | 81’                                                                  |
| 15-6-2022                                                            | Santo Domingo                                                        | Haiti                                                                | 6 – 0                                                                | Guyana                                                               | CONCACAF Nations League 2022-2023 - 1º turno                         | -                                                                    |                                                                      |
| 25-3-2023                                                            | Lookout                                                              | Montserrat                                                           | 0 – 4                                                                | Haiti                                                                | CONCACAF Nations League 2022-2023 - 1º turno                         | 1                                                                    | 79’                                                                  |
| 28-3-2023                                                            | San Cristóbal                                                        | Haiti                                                                | 3 – 1                                                                | Bermuda                                                              | CONCACAF Nations League 2022-2023 - 1º turno                         | -                                                                    | 46’                                                                  |
| 20-6-2023                                                            | Palm Beach Gardens                                                   | Trinidad e Tobago                                                    | 0 – 0                                                                | Haiti                                                                | Amichevole                                                           | -                                                                    | Uscita                                                               |
| 25-6-2023                                                            | Houston                                                              | Haiti                                                                | 2 – 1                                                                | Qatar                                                                | Gold Cup 2023 - 1º turno                                             | -                                                                    | 90’                                                                  |
| 29-6-2023                                                            | Glendale                                                             | Haiti                                                                | 1 – 3                                                                | Messico                                                              | Gold Cup 2023 - 1º turno                                             | -                                                                    | 72’                                                                  |
| 3-7-2023                                                             | Charlotte                                                            | Honduras                                                             | 2 – 1                                                                | Haiti                                                                | Gold Cup 2023 - 1º turno                                             | -                                                                    |                                                                      |
| 8-9-2023                                                             | Santo Domingo                                                        | Haiti                                                                | 0 – 0                                                                | Cuba                                                                 | CONCACAF Nations League 2023-2024 - 1º turno                         | -                                                                    | 87’                                                                  |
| 6-6-2024                                                             | Bridgetown                                                           | Haiti                                                                | 2 – 1                                                                | Saint Lucia                                                          | Qual. Mondiali 2026                                                  | -                                                                    | 64’                                                                  |
| Totale                                                               |                                                                      | Presenze                                                             | 46                                                                   |                                                                      | Reti                                                                 | 8                                                                    |                                                                      |

## Palmarès

### Club

#### Competizioni nazionali
- USL Championship: 1

New York Red Bulls II: 2016
- MLS Supporters' Shield: 1

New York Red Bulls: 2018
- Campionato MLS: 1

Columbus Crew: 2020

#### Competizioni internazionali
- Campeones Cup: 1

Columbus Crew: 2021